# Feitoria Inglesa

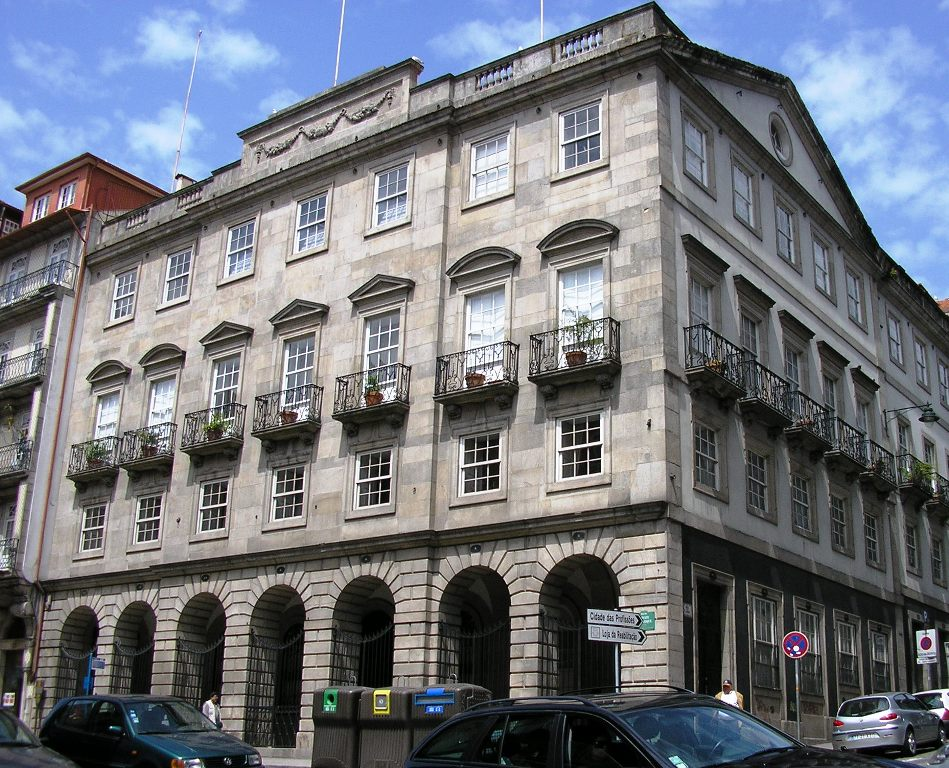
Die Feitoria Inglesa in der Altstadt von Porto.

Die Feitoria Inglesa ist das Gebäude der ehemaligen britischen Handelspost im Zentrum der portugiesischen Stadt Porto.
Es wurde zwischen 1785 und 1790 als zweites Vorhaben des damaligen Konsuls John Whitehead errichtet. Seine Gestaltung ist beeinflusst vom neopalladianischen Stil Englands.
An der zur Rua do Infante D. Henrique zugewandten Seite der Fassade bilden im Erdgeschoss sieben dem Haupteingang vorgelagerte Rundbögen eine Galerie. Im Inneren überspannt ein bemerkenswertes Oberlicht das Treppenhaus. Sehenswert sind zudem der Ballsaal und die große Küche.